# Justine Lacroix
Pour les articles homonymes, voir Lacroix.
Justine Lacroix, née le 22 juin 1970, est une politologue belge.
Elle est professeure à l'université libre de Bruxelles où elle dirige le Centre de théorie politique.

## Biographie
En 2002, elle soutient sa thèse de doctorat en sciences sociales, politiques et économiques dirigée par Jean-Marc Ferry, sous l'intitulé « Communautarisme versus libéralisme: quel modèle d'intégration politique? Les présupposés normatifs d'une union politique européenne à la lumière des débats intellectuels contemporains ».